# Диссопсалисы
Диссопсалисы (лат. Dissopsalis, от др.-греч. δισσο- +ψᾰλίς — двойные ножницы, по строению коренных зубов) — род вымерших хищных млекопитающих из надсемейства Hyaenodontoidea отряда Hyaenodonta. Известны два вида.
Более ранний, Dissopsalis pyroclasticus, обитал в среднем миоцене на территории современной Кении. Более поздний вид, Dissopsalis carnifex, жил в среднем и позднем миоцене, известен по находкам из Азии: из Пакистана и Индии.
Диссопсалисы — самый поздний из известных родов отряда. На территории современного Китая в миоцене сосуществовали с Hyaenodon weilini, представителем весьма успешного рода гиенодонов. В середине миоцена гиенодоны вымерли, тогда как диссопсалисы продолжали существовать до позднего миоцена.

## Классификация
В род включают 2 вымерших вида:
- Dissopsalis carnifextypus
- Dissopsalis pyroclasticus (Savage, 1965)